# Gyula Salacz
Gyula Salacz (n. 31 ianuarie 1832, Jula, Békés, Ungaria – d. 18 iulie 1915, Arad, Austro-Ungaria) a fost un om politic care a îndeplinit funcția de primar al Aradului.
Alegerea ca primar a lui Gyula Salacz în 10 martie 1875 marchează începutul unei dezvoltări fără precedent în istoria orașului Arad. Până în ziua de astăzi el rămâne cel mai longeviv primar pe care l-a avut Aradul, fiind la cârma urbei vreme de 26 ani. Spectaculoasele transformări în domeniul economic, urbanistic, învățământ și cultură, prin care trece Aradul ultimului sfert al secolului al XIX-lea se leagă strâns de numele său.

## Legături externe
- Interesele urbei înainte de toate - Salacz Gyula, primarul reformist al Aradului - micromonografie de Puskel Péter

1. 1 2 3 4  ]][[Categorie:Articole cu legături către elemente fără etichetă în limba română
2. ↑   https://adt.arcanum.com/hu/view/BelugyiKozlony_1921/?query=%22Kiss%20Jen%C5%91%22%20Arad%20f%C5%91isp%C3%A1n&pg=1363&layout=s Lipsește sau este vid: |title= (ajutor)
3. ↑   https://adt.arcanum.com/hu/view/BelugyiKozlony_1922/?query=%22Salacz%20Gyula%22%20Arad%20f%C5%91isp%C3%A1n&pg=1960&layout=s Lipsește sau este vid: |title= (ajutor)
4. ↑  Hungarian National Namespace, accesat în 22 mai 2023